# 刘占荣
刘占荣（1921年7月1日—2020年10月6日），男，陕西延川人，中华人民共和国军事人物，曾任湖南省军区司令员，第五、六届全国人大代表。